# Stapelfeld
Stapelfeld est une commune allemande du Schleswig-Holstein, située dans l'arrondissement de Stormarn (Kreis Stormarn), entre les villes d'Ahrensburg et Reinbek, limitrophe de Hambourg. Stapelfeld fait partie de l'Amt Siek qui regroupe cinq communes autour de Siek.